# Bernard Bruyère
Bernard Bruyère (né le 10 novembre 1879 à Besançon, mort le 4 décembre 1971 à Saint-Germain-en-Laye) est un égyptologue français.

## Biographie
Il a consacré une grande partie de sa carrière aux fouilles archéologiques et à la publication scientifique du site de Deir el-Médineh, le village des artisans appelés à travailler au creusement et au décor des tombeaux de la vallée des Rois. Il fouille le village et ses environs de 1922 à 1940, puis de 1945 à 1951 où il entreprend une exploration systématique et rationnelle de la zone archéologique. Ce site d'une importance capitale a été minutieusement fouillé et étudié par Bernard Bruyère, qui publia chaque année le résultat de ses travaux. 
En 1922, Bernard Bruyère découvre la tombe TT290 dans la nécropole de Deir el-Médineh. Cette tombe avait été dépouillée de presque tout dans l'Antiquité. Les seuls équipements funéraires restants, découverts dans la tombe, ont été quelques fragments de stèles et des fragments d'un cercueil en bois appartenant à Irounefer, un serviteur dans la Place de Vérité.
Un matin du mois d'octobre 1922, il reçoit la visite d'Howard Carter qui vient faire part de son désespoir à son collègue : Lord Carnarvon, son mécène, met fin à leur collaboration, n'accordant plus à Carter que cette dernière campagne de fouilles qui vient de commencer. Bruyère, qui suit avec intérêt les fouilles de l'Anglais, lui rappelle qu'il reste un seul et unique endroit qu'il n'a pas prospecté : le pied de l'entrée de la tombe de Ramsès VI. Ce sera la découverte du tombeau de Toutânkhamon.
Lors de la campagne de fouilles de 1927, Bernard Bruyère désensable la tombe TT299, la seconde tombe d'Inerkhaou, qu’il avait déjà retrouvée en 1922-23 d’après les rapports de Karl Richard Lepsius. Il est alors confronté à de gros problèmes techniques, notamment un rocher d’une vingtaine de tonnes qui menaçait de détruire ce qui restait des structures sous-jacentes.
Le 7 février 1928 il découvre la tombe inviolée de Sennefer qui a été reconstituée au milieu de l'exposition « Les artistes de Pharaon » au Louvre en 2002 ; puis la tombe de la dame Madja, dont le beau cercueil retrouvé dans sa tombe est exposé au musée du Louvre (salle 321).
De 1949 à 1951, il termine par la fouille du grand puits ou il a trouvé plus de 5 000 ostraca.
L'IFAO a décidé de mettre en ligne progressivement l'ensemble des cahiers de Bernard Bruyère, source fondamentale de renseignements sur Deir el- Médineh. Il s'agit des pages manuscrites originales qui ont été scannées.

## Publications
- Rapport préliminaire sur les fouilles de Deir el-Médineh (Fouilles de l'IFAO), Le Caire, 1927
- Deir el-Médineh - Fouilles de 1950, dans Chronique d'Égypte no 51, Vingt-sixième année, Musées Royaux d'Art et d'Histoire, Parc du Cinquantenaire, Bruxelles, janvier 1951